# بارشفلد-ایملبورن
بارشفلد-ایملبورن (به آلمانی: Barchfeld-Immelborn) یک شهر در آلمان است که در وارتبورگکرایس واقع شده‌است. بارشفلد-ایملبورن ۴٬۷۹۲ نفر جمعیت دارد.